# غراهام غاردنر
غراهام غاردنر (بالإنجليزية: Graham Gardner)‏ هو كاتب وكاتب للأطفال بريطاني، ولد في 3 مايو 1975 في Kidderminster ‏ في المملكة المتحدة.